# 기타코지 사토시
키타코우지 사토시(北小路 敏, 1936년 8월 4일 - 2010년 11월 13일 )는 일본 의 신좌파 정치 활동가이고, 중핵파 간부이다.

## 인물
1936년 태어났다. 아버지는 교토 시립 중학교 국어과 교사로, 교토시립중학교 사건 때의 교감이자 교토 부 의회 의원을 지냈다.
1954년 , 일본 공산당 에 입당했다. 1956년 , 교토 시립고등학교을 졸업하고 교토 대학 경제 학부에 입학했다. 1958년 9월 공산당을 탈당했다.
1960년 의 안보 투쟁에서 전학 련 의 지도자로 알려졌다( 학생 한 명이 사망 한 6 · 15 국회 돌입 데모의 최고 지휘자). 당시 공산주의자 동맹(분트)에 소속되어 있었다. 1962년 교토 대학 경제 학부를 졸업했다. 안보 투쟁 이후 분트 정파를 거쳐 혁명적 공산주의자 동맹 에 가입했다. 시미즈 타케오와 함께 원로 중핵파 지도자로 활동했다.
1963년 의 분열에서는 전국위원회 ( 중핵파 )에 속했다. 1965년 의 도쿄 도의회 검은 안개 사건 에 따른 자진 해산에 의한 도의원 선거 에서는 스기 나미 구에서 출마하지만, 어이 없게 낙선했다. 그러나 법정 득표 수를 웃돌아, 일부 대 정당 후보에게도 득표 수로 이겼다 정도로 선전했다. 1967년 의 도의원 보궐 선거, 1969년 의 도의원 선거에 출마했지만 모두 낙선했다. 입후보시 "의회주의를 부정하는 회파 (공산주의자동맹, 중핵파, 사청동 해방파) 전학련의 지도자가 왜 의회에 가려고하는지, 평소의 행동과는 모순 된 것이 아니냐"고 비판을 받자"우리는 무질서도 반 의회주의도 아니다. 혁명적 의회주의"라고 발언했다. 결국 의회는 폐지해야하지만, 혁명 과정에서 의회에서 발언권을 가질 기회가 필요하다는 의미이다. 또한, 스기 나미 구에서는 이후에도 중핵파는 일정한 지반을 가지고 1989년에 하세가와가 스기 나미 혁신 연맹 (현 : 도정을 혁신하는 모임 ) 후보로 도의원에 당선됐다.
1967년 신좌파 정파는 사토 에이사쿠 총리 의 베트남 공화국 ( 남 베트남 ) 방문을 저지하려고 하네다 공항에서 기동대 와 충돌했다( 1 차 하네다 사건 ). 이때 키타코우지도 체포되었다.
1991년에 옆집을 오폭 한 외무성 심의관 친아버지 집 방화 살인 사건에 대해 언론에서 사건에 대해 추궁 당할 때 "오폭이 아니다" "죄를 추궁당하는 사람의 자택을 공격 대상으로하는 이상(가족이 연루되는 것은)문제이기 때문에 어쩔 수 없는 부분이있다. 가족도 어느정도 책임이있다"며"그런 질문 자체가 마음에 들지 않는다"고 정당화하며 정색했다. 이후 눈에 띄는 활동은 없었지만 항상 공안 경찰의 감시 대상이었다.

2010년 11월 13일, 입원한 병원에서 패혈증으로 별세했다. 사망 당시 나이는 74세였다.